# G8+5
Grupa G8+5, nieformalnie G13 – grupa skupiająca przywódców z G8 (Francja, Japonia, Kanada, Niemcy, Rosja, Stany Zjednoczone, Wielka Brytania, Włochy) oraz pięciu przywódców krajów gospodarek wschodzących (Brazylia, Chiny, Indie, Meksyk, Republika Południowej Afryki).
Grupa G8+5 została utworzona w 2005 roku, kiedy ówczesny premier Wielkiej Brytanii Tony Blair, jako przewodniczący 31. szczytu grupy G8 w Gleneagles w Szkocji, zaprosił przywódców gospodarek wschodzących do wspólnych rozmów. Powiększenie grupy G8 o kolejne państwa miało spowodować, że silniejsza i lepiej reprezentowana grupa będzie mogła sprawniej i lepiej działać wobec problemu ocieplania się klimatu i globalizacji.